# World Fantasy díj
A World Fantasy díj (angolul: World Fantasy Award) egy évente kiosztott nemzetközi díj, amelyet a fantasy területén kiemelkedő művekért adnak. 1975 óta osztják, a szintén évente megtartott World Fantasy Convention rendezvényen adják át. Az egyik legnagyobb presztízzsel bíró tematikus díj.
A díjat egy évente megújuló zsűri ítéli oda. A győzteseket általában öt-hat jelöltből választják ki. A jelölés szintén a zsűri feladata, ugyanakkor két jelöltet a WFC résztvevői is állíthatnak.

## Kategóriák
- regény
- kisregény (10 001 és 40 000 karakter között)
- novella (10 000 karakter alatt)
- antológia (több szerző írásai – eredeti vagy újrakiadás – egy vagy több szerkesztő)
- novellagyűjtemény (egy szerző írásai – eredeti vagy újrakiadás – egy vagy több szerkesztő)
- legjobb festőművész
- különdíjak
  - Convention díj (a fantasy műfajért tett erőfeszítések jutalmazására)
  - életműdíj
  - különdíj: szakmai
  - különdíj: amatőr

## Külső hivatkozások
- World Fantasy Convention
- Jelöltek és győztesek